# Pagoda (album)
Pagoda è l'album di debutto della band omonima, fondata dagli attori Michael Pitt e Ryan Donowho. Registrato a Milano, venne pubblicato nel 2007 per l'etichetta Ecstatic Peace!.

## Tracce
1. Lesson Learned
2. Amego
3. Fetus
4. Voices
5. Death to Birth
6. Botus
7. Sadartha
8. Alone
9. Fear Cloud
10. I Do